# Un grand amour (film, 1949)
Pour les articles homonymes, voir Un grand amour.
Pour plus de détails, voir Fiche technique et Distribution.
Un grand amour (titre original : Eine große Liebe) est un film allemand réalisé par Hans Bertram, sorti en 1949.

## Fiche technique
- Titre : Un grand amour
- Titre original : Eine große Liebe
- Réalisation : Hans Bertram
- Scénario : Hans Bertram et Gisela Uhlen
- Photographie : Georg Bruckbauer
- Montage : Rudolf Schaad et Fritz Stapenhorst
- Musique : Lothar Brühne
- Société de production : Atlantis Film
- Pays d'origine :  Allemagne de l'Ouest
- Genre : Film dramatique
- Durée : 90 minutes
- Date de sortie : 
  - Allemagne de l'Ouest : 9 septembre 1949

## Distribution
- Gisela Uhlen : Sabine von Brackwitz
- Michael Korrontay : Klaus Volkhardt
- Barbara Bertram : Sabine enfant
- Rüdiger von Sperl : Klaus anfant
- Erika von Thellmann : Mme. von Brackwitz
- Udo Loeptin : Paul v. Trabenhorst
- Hertha von Hagen : Frau v. Trabenhorst
- Gustav Waldau : grand-père Volkhardt

## Récompenses et distinctions
Le film a été présenté en sélection officielle en compétition au Festival de Cannes 1949.